# Gebouwbeheersysteem
Een gebouwbeheersysteem (GBS) wordt gebruikt om alle binnen het gebouw aanwezige installaties (regelingen), met name de elektrische en werktuigbouwkundige (E&W) installaties,  centraal aan te kunnen sturen (reguleren), te bedienen en te laten samenwerken (communiceren). Het voordeel hiervan is centrale aansturing en aflezing van data voor de centrale installaties. Verder kan er gedacht worden aan het aflezen van informatie (temperatuur, in dienst zijnde installaties) en het tijdelijk in-/uitschakelen van installaties.

## Installaties
De installaties die deel kunnen uitmaken van een gebouwbeheersysteem zijn:
- Registratiesystemen
- Klimaatinstallaties
  - Airconditioning
  - Luchtbehandeling
  - Verwarming (ketelregeling)
  - Koeling
  - Verlichting
- Brandmeldinstallaties
- Blusinstallaties
- Ontruimingsinstallaties
- Inbraakmeldinstallaties
- Veiligheidssystemen
- Sanitaire installaties
- Pompen
- Waternet
- Zonwering
- Irrigatie
- Parking en laadpaal infrastructuur

Het is ongebruikelijk dat al de hier boven genoemde systemen en installaties deel uitmaken van één GBS. Doorgaans zijn er in de beheerruimte van grotere gebouwen meerdere losse systemen aanwezig.
Een GBS maakt het onder andere voor een gebouw gerelateerde installatie mogelijk deze overzichtelijk en eenvoudig te beheren. De installatie is compleet uit te lezen en maakt zo inzichtelijk hoe een klimaatinstallatie regelt en of de eisen die aan de installatie gesteld zijn wel worden behaald.

## Functies
In een gebouwbeheersysteem zijn in de regel de volgende functies ondergebracht:
- Procesbeelden met de grafische weergave van een installatiedeel
- De samenhang tussen installatiedelen
- Een alarmlijst met de aanwezige en de geaccepteerde alarmen
- Grafieken van belangrijke metingen
- Klok- en kalenderfuncties
- Routeringsfuncties voor alarmen en meldingen

## Duurzaamheid
Tegenwoordig vindt men het milieu en daarmee dus het energieverbruik van een installatie een belangrijk aspect. Het GBS is een hulpmiddel om te zorgen voor een afstemming tussen de vraag en aanbod van energiestromen in het gebouw.
Concreet: veel gebouwen zijn buiten kantooruren niet geheel in gebruik. Op deze momenten is bij goed ontworpen en ingeregelde systemen veel minder vraag naar ventilatie, verwarming, koeling en bevochtiging. Het energieverbruik is op deze momenten dan ook veel lager.

## Voordelen
Het is vaak mogelijk installaties en systemen zonder een gebouwbeheersysteem uit te voeren.
Echter een gebouwbeheersysteem biedt belangrijke voordelen:
- informatie uit de deelsystemen is op één centraal punt beschikbaar
- installatie verstoringen worden beter zichtbaar en dus beheersbaar

Dit kan leiden tot:
- minder klachten van gebruikers
- een hogere arbeidsproductiviteit
- minder ziekteverzuim
- een meer beheerst energieverbruik
- een hogere beschikbaarheid van installaties

## Opbouw
Een gebouwbeheersysteem bestaat uit software en hardware.
Er wordt vaak een onderscheid gemaakt in niveaus:
- beheerniveau (de beheer-pc)
- regelniveau (de regelkasten)
- veldniveau (de veldcomponenten, zoals temperatuursensoren en regelafsluiters)

De verschillende niveaus worden gekoppeld met behulp van bustechnologie en standaardregelsignalen zoals:
- Modbus RTU
- DIOC
- BACnet
- LonWorks
- aan/uit, 0-10 V, 4-20 mA etc.
- KNX
- DALI

## Aanschaf
Het voor de klant op maat maken van de gbs-software wordt uitgevoerd door zogenaamde systemintegrators. In sommige gevallen treedt de fabrikant exclusief op als system integrator. Hoewel er tegenwoordig meer openheid in systemen aanwezig is, blijven er risico’s aanwezig voor vendor lock-in.
Vendor lock-in kan voorkomen worden door te kiezen voor een standaard open industriële PLC sturing.  
Kenmerken van een open GBS:
- Geen Vendor lock-in
- Open industriële PLC standaard
- Standaard programmeer omgeving welke fabrikant onafhankelijk is.    (vb codesys)
- Eenvoudig in concept en onderhoud
- Gecentraliseerde intelligentie
- Een lifetime cycle van meer dan 20 jaar
- Onbeperkt uitbreidbaar